# 特里·波特
特里·波特（英語：Terry Porter，1954年8月11日—）美国音频工程师。他获得了3次奥斯卡最佳音响效果奖提名。自1980年起，波特参与制作了170多部电影。

## 部分影视作品
- 星际旅行IV：抢救未来 (1986)[1]
- 幻想曲 (1990修复版)[2]
- 美女与野兽 (1991)[3]
- 阿拉丁 (1992)[4]
- 纳尼亚传奇：狮子·女巫·魔衣橱 (2005)[5]